# East Cathlamet
East Cathlamet és una concentració de població designada pel cens dels Estats Units a l'Estat de Washington. Segons el cens del 2000 tenia 491 habitants.

## Demografia
Segons el cens del 2000, East Cathlamet tenia 491 habitants, 214 habitatges, i 144 famílies. La densitat de població era de 109 habitants per km².
Dels 214 habitatges en un 22,9% hi vivien nens de menys de 18 anys, en un 57,5% hi vivien parelles casades, en un 6,1% dones solteres, i en un 32,7% no eren unitats familiars. En el 26,2% dels habitatges hi vivien persones soles el 13,6% de les quals corresponia a persones de 65 anys o més que vivien soles. El nombre mitjà de persones vivint en cada habitatge era de 2,29 i el nombre mitjà de persones que vivien en cada família era de 2,73.
Per edats la població es repartia de la següent manera: un 23% tenia menys de 18 anys, un 3,9% entre 18 i 24, un 19,8% entre 25 i 44, un 24,8% de 45 a 60 i un 28,5% 65 anys o més.
L'edat mediana era de 48 anys. Per cada 100 dones de 18 o més anys hi havia 94,8 homes.
La renda mediana per habitatge era de 40.000 $ i la renda mediana per família de 51.875 $. Els homes tenien una renda mediana de 50.658 $ mentre que les dones 19.519 $. La renda per capita de la població era de 19.372 $. Cap de les famílies estaven per davall del llindar de pobresa.

## Poblacions properes
El següent diagrama mostra les poblacions més properes.